# Harry i Walter se'n van a Nova York
Harry i Walter se'n van a Nova York (títol original: Harry and Walter Go to New York) és una comèdia estatunidenca dirigida per Mark Rydell i estrenada el 1976. Ha estat doblada al català.

## Argument
Escrita per tres guionistes diferents, conta la història de dos estafadors que intenten robar el major banc del segle xix. Però el seu robatori no serà de tot tranquil: en el seu camí hauran d'enfrontar-se al lladre de banca més famós del món i suportar l'afecte d'una periodista perseverant.

## Repartiment
- James Caan: Harry Dighby
- Elliott Gould: Walter Hill
- Michael Caine: Adam Worth
- Diane Keaton: Lissa Chestnut
- Charles Durning: Rufus T. Crisp
- Lesley Ann Warren	: Gloria Fontaine
- Val Avery	: Chatsworth
- Jack Gilford: Mischa
- Dennis Dugan: Lewis
- Carol Kane: Florence
- Kathryn Grody: Barbara
- David Proval: Ben
- Michael Conrad: Billy Gallagher
- Burt Young: Warden Durgom
- Bert Remsen: el guàrdia O'Meara
- Ted Cassidy: Leary
- Michael Greene: Dan
- James De Closs: Barney
- Nicky Blair: Charley Bullard
- George Greif: l'holandès Herman
- John Hackett: Ike Marsh
- Philip Kenneally: L'oficial O'Reilly
- Jack Brodsky: Horace Finley
- Karlene Gallegly: Marie
- Colin Hamilton: George